# Syarininae
Sous-famille
Les Syarininae sont une sous-famille de pseudoscorpions de la famille des Syarinidae.

## Distribution
Les espèces de cette sous-famille se rencontrent en Amérique du Nord, en Europe et en Océanie.

## Liste des genres
Selon Pseudoscorpions of the World (version 3.0) :
- Anysrius Harvey, 1998
- Syarinus Chamberlin, 1925

## Publication originale
- Chamberlin, 1930 : A synoptic classification of the false scorpions or chela-spinners, with a report on a cosmopolitan collection of the same. Part II. The Diplosphyronida (Arachnida-Chelonethida). Annals and Magazine of Natural History, sér. 10, vol. 5, p. 1-48 & 585-620.